# Waldemar Mühlbächer
Waldemar Mühlbächer (* 25. September 1937 in Mediaș, Rumänien; † 3. Juli 2021 in Berlin) war ein deutscher Fußballspieler. In der höchsten Spielklasse des DDR-Fußballs, der Oberliga, spielte er für die BSG Fortschritt Meerane und die Fußballsektion des SC Dynamo Berlin sowie den daraus später ausgegründeten BFC Dynamo. International absolvierte Mühlbächer 17 Partien in der DDR-A-Nationalelf.

## Familiäre Wurzeln
Mühlbächer kam während des Zweiten Weltkrieges im Rahmen des nationalsozialistischen Heim-ins-Reich-Programms mit seiner deutschstämmigen Familie aus dem rumänischen Siebenbürgen nach Deutschland. Sein Vater Wilhelm Mühlbächer hatte in Rumänien beim Klub Urania Sighișoara gespielt, in Deutschland war er in Leipzig-Schönefeld und Grimma aktiv. Zwischen 1947 und Anfang der 1950er-Jahre war er Spieler bei der BSG Fortschritt Meerane und dessen Vorgängergemeinschaften. Dort wurde Mühlbächer senior in 34 Partien in der DDR-Oberliga eingesetzt.

## Sportliche Laufbahn

### Gemeinschafts- und Clubstationen
Waldemar Mühlbächer begann mit dem Fußballspielen bei der BSG Fortschritt Meerane als Jugendlicher im Jahr 1950. Er war 17 Jahre alt, als Meerane im Frühjahr 1955 aus der Oberliga abstieg. In den kalendarisch gesehen vier letzten Saisonbegegnungen – inklusive einer Nachholpartie vom 15. Spieltag – der rechnerisch bereits kurz vor dem Gang in die Zweitklassigkeit stehenden Fortschritt-Elf wirkte der künftige U-18-Nationalspieler erstmals im ostdeutschen Oberhaus mit.
Da er im Juniorenalter den Auswahlverantwortlichen des DFV aufgefallen war, blieb seine Rückkehr in die höchste Spielklasse des DDR-Fußballs nach dem Abstieg der Westsachsen – mit denen er in der Saison 1955 dann zwar Ligaerster geworden war, aber in dieser Übergangsrunde nicht aufsteigen durfte – im Interesse vieler Beteiligter. So schloss er sich Mitte 1956, nachdem er zunächst noch 10 Spiele mit einem Treffer in der Ligaspielzeit 1956 für Meerane bestritten hatte, der Fußballabteilung des Sportclubs Dynamo Berlin an. Mit Werner Heine und Martin Skaba gehört Mühlbächer damit zu den ersten jener Dynamo künftig prägenden Fußballern, die nicht mehr zu jener aus Dresden umgesiedelten Spielergeneration zählten. Die Wechsel war in den damals stark politisierten Zeiten des Kalten Krieges mit Mühlbächers Eintritt in die Deutsche Volkspolizei verbunden. Am 13. Juni 1956 kam er beim 3:0-Auswärtssieg beim SC Empor Rostock zu seinem ersten Oberligaeinsatz für die Dynamo, in dem er sich gegen Rostocks Regisseur Horst Zedel sogleich als kampfstarker Neuzugang präsentierte.
Der sportliche Erfolg für den SC Dynamo, der in der Saison 1954/55 Platz 7 in der DDR-Oberliga erreicht hatte und in der Übergangsrunde 1955 sogar Dritter geworden war, blieb zunächst aber aus. Sein erstes Berliner Jahr endete mit einer Enttäuschung, denn Mühlbächers Mannschaft musste am Ende der Saison 1956 aus der Oberliga absteigen. Im Folgejahr wurde aber die sofortige Rückkehr in die oberste Spielklasse realisiert, an der er mit drei Treffern in 25 Spielen maßgeblich als Stammspieler in der Läuferreihe beteiligt war.
Zu Titelehren kam Mühlbächer nur einmal, als er am 13. Dezember 1959 mit Dynamo Berlin DDR-Pokalsieger wurde (3:2 gegen den SC Wismut Karl-Marx-Stadt). Am 10. Juni 1962 stand er mit seiner Mannschaft noch einmal im Pokalfinale, das die Berliner jedoch mit 1:3 gegen den SC Chemie Halle verloren. Seine letzten Erstligaspiele bestritt er in der Spielzeit 1966/67, die mit dem Abstieg des nunmehr als BFC Dynamo antretenden Fußballclubs endete. Nach zehn Spieljahren im ostdeutschen Oberhaus hatte er für die Weinroten aus Ost-Berlin 218 Oberligaspiele bestritten und dabei als Mittelfeldspieler immerhin 31 Tore erzielt. Am sofortigen Wiederaufstieg des BFC 1967/68 wirkte er nicht mehr auf dem Feld mit.

### Auswahleinsätze
Im Herbst 1955 debütierte der in der 1. DDR-Liga der Männer spielende Meeraner in der DDR-Juniorennationalelf. Bis Juli 1956, damals dann schon beim SC Dynamo Berlin agierend, bestritt er in dieser Auswahl insgesamt sechs Partien.
In der Ligaspielzeit 1957 mit dem SC Dynamo gelangte Mühlbächer im Männerbereich ins Blickfeld der Auswahlverantwortlich des DFV. Von Juli 1957 bis März 1960 bestritt er fünf Partien in der DDR-Nachwuchsauswahl.
Nach dem Wiederaufstieg der Berliner für die Saison 1958 stieß der Mittelfeldakteur in den Kreis der DDR-A-Auswahl vor. Am 1. Mai 1958 debütierte er beim 1:1-Remis in Albanien. Dort wurde er als linker Läufer eingesetzt. Bis 1965 folgten 16 weitere Spiele mit der Nationalmannschaft. Neben diesen 17 A-Länderspielen wurde er von 1958 bis 1963 auch viermal in der B-Nationalmannschaft eingesetzt.

## Weiterer Werdegang
Auch weit nach seinem eigenen Karriereende zählte er stets zu den Zuschauern seines früheren Clubs, dem BFC Dynamo. Am 3. Juli 2021 starb er im Alter von 83 Jahren.